# Régime glaciaire

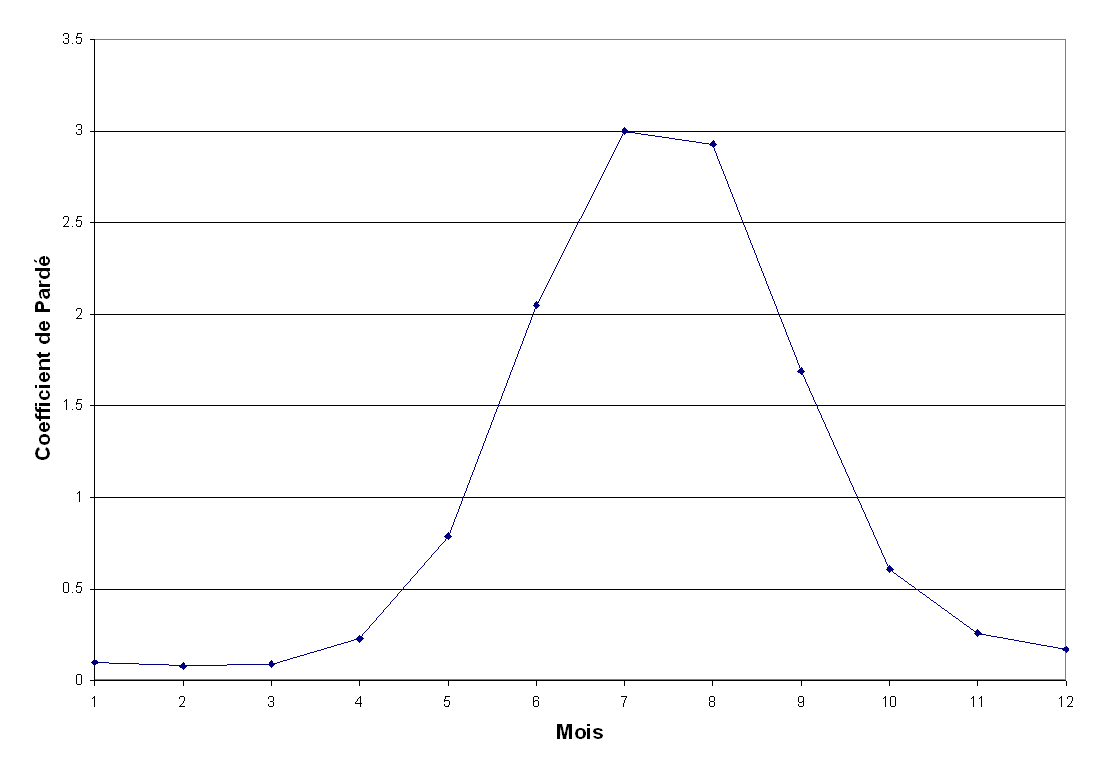
Régime glaciaire de la Kander.

Le régime glaciaire est un modèle de régime hydrologique simple (caractérisé par une seule alternance annuelle de hautes et de basses eaux). Il se retrouve dans les bassins versants comprenant des glaciers étendus. Les principales caractéristiques de ce régime sont :
- de basses eaux en hiver ;
- des débits très importants en été résultant de la fonte de la glace[1].

La pointe de débit arrive donc plus tard – en été – que dans le régime nival – au printemps.

## Exemples

### Hémisphère nord
L'Aar à Brienzwiler, à l'est et en amont du lac de Brienz (564 m d'altitude), a un régime de type glaciaire, avec une forte pointe en été en juillet :

### Hémisphère sud
Le Río Juncal a une pointe marquée de débit en décembre, janvier et février – l'été de l'hémisphère sud.

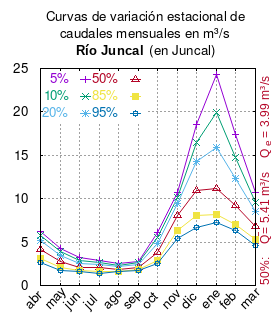